# Фієво (Вармінсько-Мазурське воєводство)
Фієво (пол. Fijewo, нім. Fiewo) — село в Польщі, у гміні Любава Ілавського повіту Вармінсько-Мазурського воєводства.
Населення — 374 особи (2011).
У 1975-1998 роках село належало до Ольштинського воєводства.

## Демографія
Демографічна структура станом на 31 березня 2011 року:
|          | Загалом | Допрацездатний вік | Працездатний вік | Постпрацездатний вік |
| -------- | ------- | ------------------ | ---------------- | -------------------- |
| Чоловіки | 199     | 55                 | 130              | 14                   |
| Жінки    | 175     | 34                 | 109              | 32                   |
| Разом    | 374     | 89                 | 239              | 46                   |